# クレーム・ド・カシス

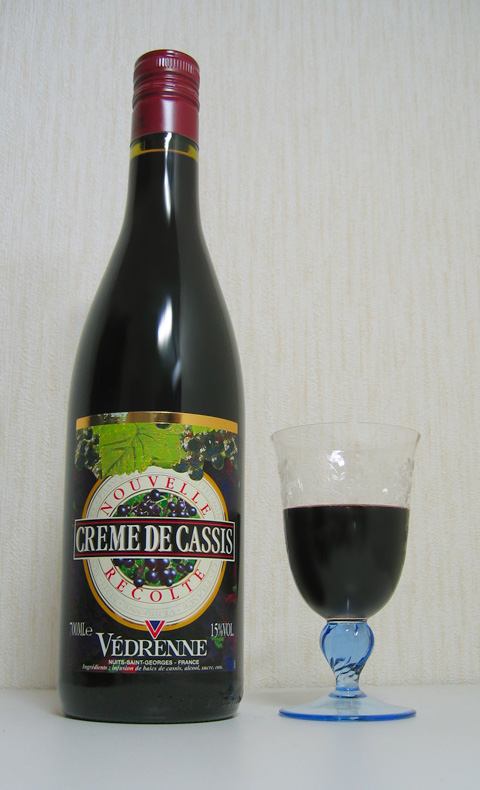
クレーム・ド・カシス
（ヴェドレンヌ社）

クレーム・ド・カシス (Crème de Cassis) は黒すぐりを原料とした、甘味の強い深紫色のリキュールである。様々なカクテルに使われる他、そのまま（ストレート）でも楽しまれる。

## 歴史
ヨーロッパでは古来よりビタミンCを豊富に含むクロスグリの薬効が見出されており、他のリキュール同様に薬として飲用されていた。今のようなタイプのクレーム・ド・カシスは1841年、フランスのブルゴーニュ地方で登場し、それまで飲用されていたラタフィア・ド・カシス （"Ratafia de Cassis"、「カシスの果実酒」）という黒すぐりのリキュールにとってかわった。最初に販売したのはルジェ・ラグート社である。これは黒すぐりを中性スピリッツの中で破砕し、砂糖を加えたものである。クレーム・ド・カシスはブルゴーニュの特産であるが、フランスの他の都市やルクセンブルク、カナダのケベック州などでも生産されている。クレーム・ド・カシスはフランスにおけるリキュール生産量の25%、果実系リキュールに占める割合としては40%を占める。市場の流通においても専用枠が設けられている。毎年およそ1,600万リットルのクレーム・ド・カシスが生産されており、その大部分がフランス国内で消費され、一部が輸出されている。

## 製造法

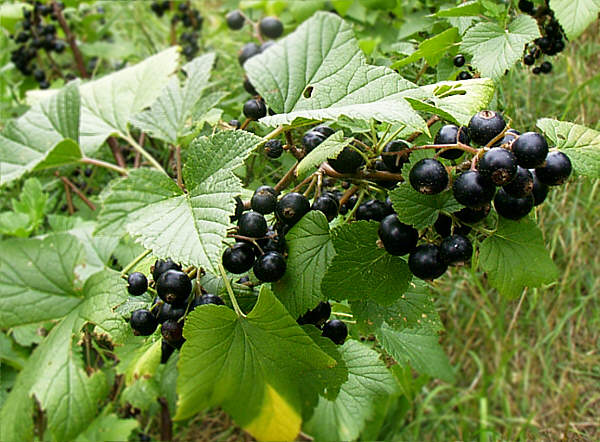
原材料のクロスグリ (Ribes nigrum)

ワインの醸造と同様、製造時には果実の鮮度維持が重要である。黒すぐりは収穫してから24時間以内にリキュールの製造に持ち込まねばならない。これは果実の収穫後のビタミンCの酸化が急速に進むためである。果実は−30°Cで保存され、中性スピリッツ中で破砕されたあとは−5°Cでおよそ5週間かけて浸出される。最後に砂糖を加えて果実の酸味と甘味のバランスをとり、濾過すれば完成する。クレーム・ド・カシスは蒸留を経ていないリキュールであり、温度変化や酸化に弱い。開栓後はその都度密封して冷蔵保存する必要がある。

## 品質規定
カシス以外の果実系リキュールはEUの規定により、1リットルあたり250グラムの糖を含有すると「クレーム・ド」の表示が可能となる。しかしクレーム・ド・カシスだけは例外で、1Lあたり400g以上の糖を含まなければこれを名乗ることができない。また15度以上のアルコール度数も要求され、多くの製品は16〜20度に調整されている。
クレーム・ド・カシスの品質は、使用する果実の量や製造工程とともに、黒すぐり自体の品質の影響を受ける。ブルゴーニュ地方の中でもコート＝ドール地区産の黒すぐりのみを使ったクレーム・ド・カシスは、AOCの規定に則り「クレーム・ド・カシス・ド・ディジョン」 (Crème de Cassis de Dijon) を名乗ることが許される。また1997年より、使用する果実の量と共に手作りのレシピの遵守を条件としたAOC「クレーム・ド・カシス・ド・ブルゴーニュ」 (Crème de Cassis de Bourgogne) の取得を目指す動きもある。

## 飲用法・利用法

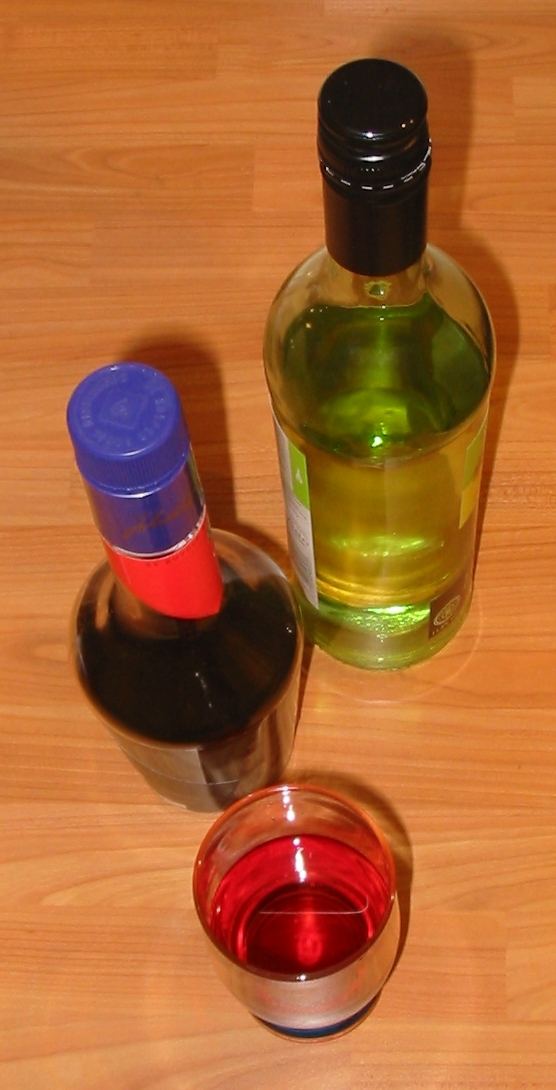
キールとその材料

クレーム・ド・カシスは甘味が強いのでストレートでの飲用には向かないが、ロックで飲まれるほか様々なカクテルに使われる。カシス・ソーダやカシス・オレンジのように、ソーダやトニック・ウォーターといった炭酸飲料や、柑橘類の果汁で割るのが一般的である。他にも以下のようなカクテルが作られている。
- キール - カシス + 白ワイン
  - キール・ロワイヤル - カシス + シャンパン
  - キール・カーディナル - カシス + 赤ワイン
  - キール・ブルトン - カシス + シードル（りんご酒）
  - キールにはもう一つキール・インペリアルがあるが、これはロワイヤルのカシスに代えてクレーム・ド・フランボワーズを用いたものである。
- パリジャン（パリジャン・マティーニ） - カシス + ジン + ベルモット
- ブラック・パッション - カシス + ラム + ビターズ + マラスキーノ・チェリー

カクテルの他にもクレーム・ド・カシスは、ババロアやシャーベットなどのデザート作りに活躍するほか、ブラジルのクリーム・ド・パパイヤのように、クレーム・ド・カシスをかけて食すデザートもある。また、主に赤ワインの風味を補う目的で、料理酒として用いられる。テーブルビートのポタージュのような野菜料理の甘味に厚みを加えることも可能である。